# Mistrzostwa Świata Juniorów w Snowboardzie 2000
Mistrzostwa Świata juniorów w Snowboardzie 2000 – czwarte mistrzostwa świata juniorów w snowboardzie. Odbyły się w dniach 11–13 lutego 2000 roku w niemieckim Berchtesgaden.

## Wyniki

### Mężczyźni
| Konkurencja       | Data      | Złoto              | Srebro          | Brąz                |
| Gigant równoległy | 11 lutego | Andreas Prommegger | Suguru Sasaki   | Lukas Grüner        |
| Slalom równoległy | 13 lutego | Andreas Prommegger | Dmitrij Wajtkus | Raphael Geisreiter  |
| Halfpipe          | 12 lutego | Anton Bergsten     | Markus Jonsson  | Toni-Markus Turunen |

### Kobiety
| Konkurencja       | Data      | Złoto            | Srebro           | Brąz             |
| Gigant równoległy | 11 lutego | Julie Pomagalski | Heidi Krings     | Nina Schlegel    |
| Slalom równoległy | 13 lutego | Nina Schlegel    | Emmanuelle Duboc | Julie Pomagalski |
| Halfpipe          | 12 lutego | Kelly Clark      | Anna Olofsson    | Kim Dunn         |

## Tabela medalowa
| Lp. | Państwo           | złoto | srebro | brąz | Suma |
| --- | ----------------- | ----- | ------ | ---- | ---- |
| 1   | Austria           | 3     | 1      | 2    | 6    |
| 2   | Szwecja           | 1     | 2      | 0    | 3    |
| 3   | Francja           | 1     | 1      | 1    | 3    |
| 4   | Stany Zjednoczone | 1     | 0      | 0    | 1    |
| 5   | Japonia           | 0     | 1      | 0    | 1    |
| 5   | Rosja             | 0     | 1      | 0    | 1    |
| 7   | Finlandia         | 0     | 0      | 1    | 1    |
| 7   | Kanada            | 0     | 0      | 1    | 1    |
| 7   | Niemcy            | 0     | 0      | 1    | 1    |